# Romain Bacon
Pour les articles homonymes, voir Bacon.
Romain Bacon, né le 8 mars 1990 au Blanc-Mesnil, est un coureur cycliste français. Entre 2011 et 2013, il est professionnel au sein de l'équipe continentale BigMat-Auber 93. Son palmarès comprend trois titres de champion de France du contre-la-montre obtenus chez les juniors en 2008 puis  chez les amateurs en 2014 et 2019. Il est aussi sélectionné à plusieurs reprises en Équipe de France de cyclisme sur route notamment chez les juniors et les espoirs.

## Biographie

### 2007-2013: les années franciliennes et l'incursion chez les professionnels

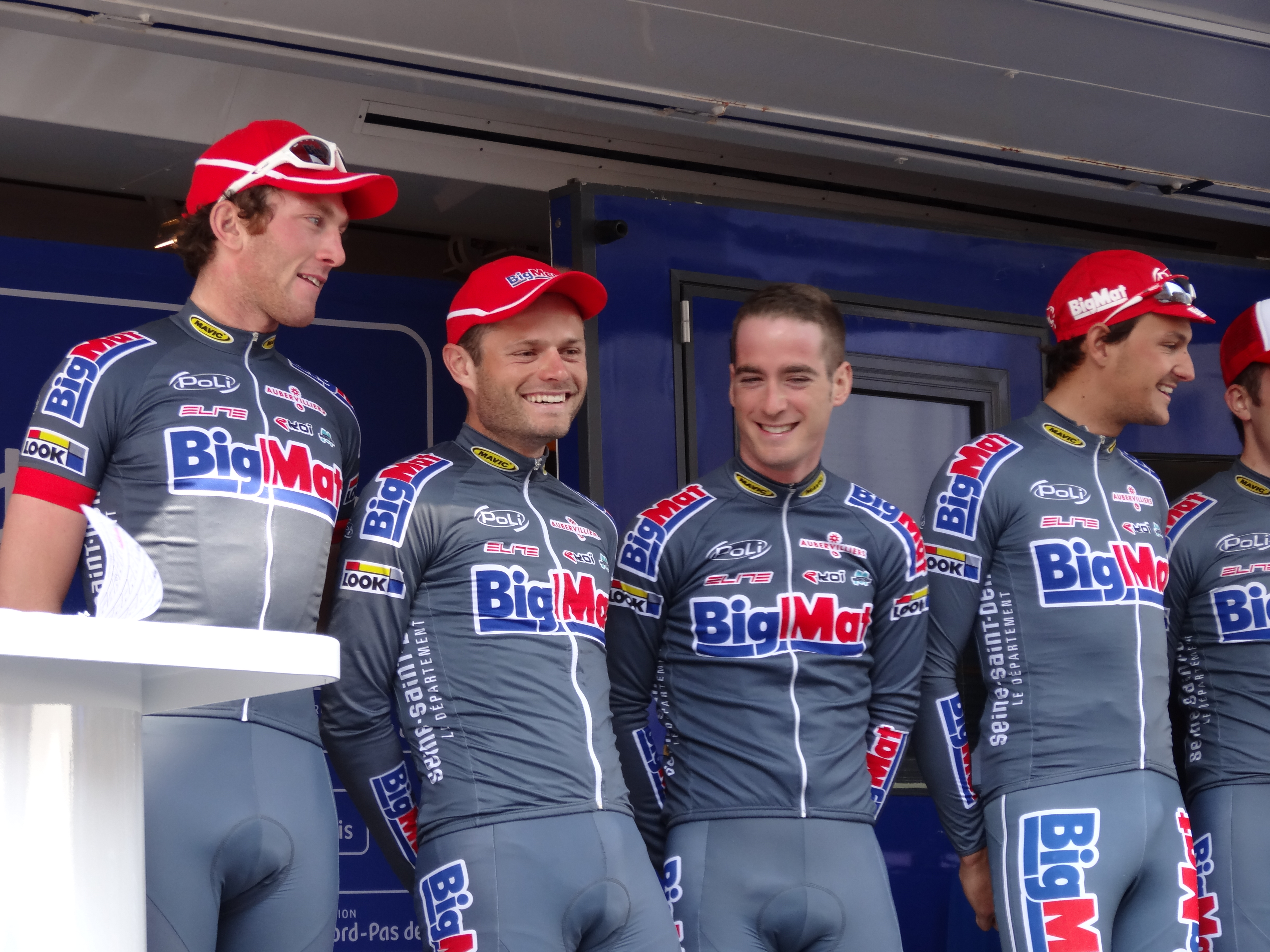
R Bacon au départ des Quatre jours de Dunkerque 2013 (à l'extrême-gauche sur la photo)

Spécialiste du contre-la-montre, Romain Bacon se fait remarquer chez les juniors quand il remporte en 2008 le titre de champion de France du contre-la-montre devant le futur professionnel Johan Le Bon et le Chrono des Nations-Les Herbiers-Vendée. Cette année-là, il gagne également les Boucles du canton de Trélon devant Wilco Kelderman et Thibaut Pinot, termine cinquième du championnat d'Europe du contre-la-montre et neuvième de Paris-Roubaix juniors.
Il confirme son talent chez les espoirs en 2009 et 2010 où il se classe notamment second du Chrono des Nations-Les Herbiers-Vendée et onzième du championnat d'Europe du contre-la-montre malgré une chute en 2010. Cette même année, les dirigeants de l'équipe continentale française BigMat-Auber 93 lui font signer un contrat de stagiaire et lui offrent la possibilité de passer professionnel la saison suivante.
En 2011, pour ses premiers pas à ce niveau, il termine second du Trophée des champions et quatrième du championnat de France du contre-la-montre espoirs. L'année suivante, il monte sur la troisième marche du podium lors de Paris-Troyes.
Non conservé par la formation BigMat-Auber 93 à la fin de la saison 2013, il retourne chez les amateurs et signe un contrat avec l'équipe Vulco-VC Vaulx-en-Velin.

### 2014-2022: le retour chez les amateurs

#### 2014-2015: Vulco-VC Vaulx-en-Velin
2014 lui offre la chance de glaner un nouveau titre de champion de France du contre-la-montre dans la catégorie amateurs devant le futur coureur professionnel Julien Morice et Julien Loubet. Il remporte aussi le championnat de Rhône-Alpes de la spécialité et obtient une médaille de bronze au championnat de France de poursuite par équipes.
En 2015, il est de nouveau champion de Rhône-Alpes du contre-la-montre mais perd son titre de champion de France au profit de Thomas Rostollan. Plus tard dans la saison, il s'adjuge une étape du Tour des Deux-Sèvres et le Trio normand avec les frères Jules et Louis Pijourlet. Il obtient aussi quelques accessits sur des épreuves de moindre importance comme les Prix de Cormoz et de Cuiseaux où il monte sur la seconde marche du podium. Au mois d'octobre, il participe aux championnats de France de cyclisme sur piste au Vélodrome de Bordeaux. Il obtient une quatrième place lors de l'épreuve de la course aux points et une sixième en poursuite par équipes. En fin d'année, il s'engage avec la formation picarde du CC Nogent-sur-Oise.

#### 2016-2022: CC Nogent-sur-Oise

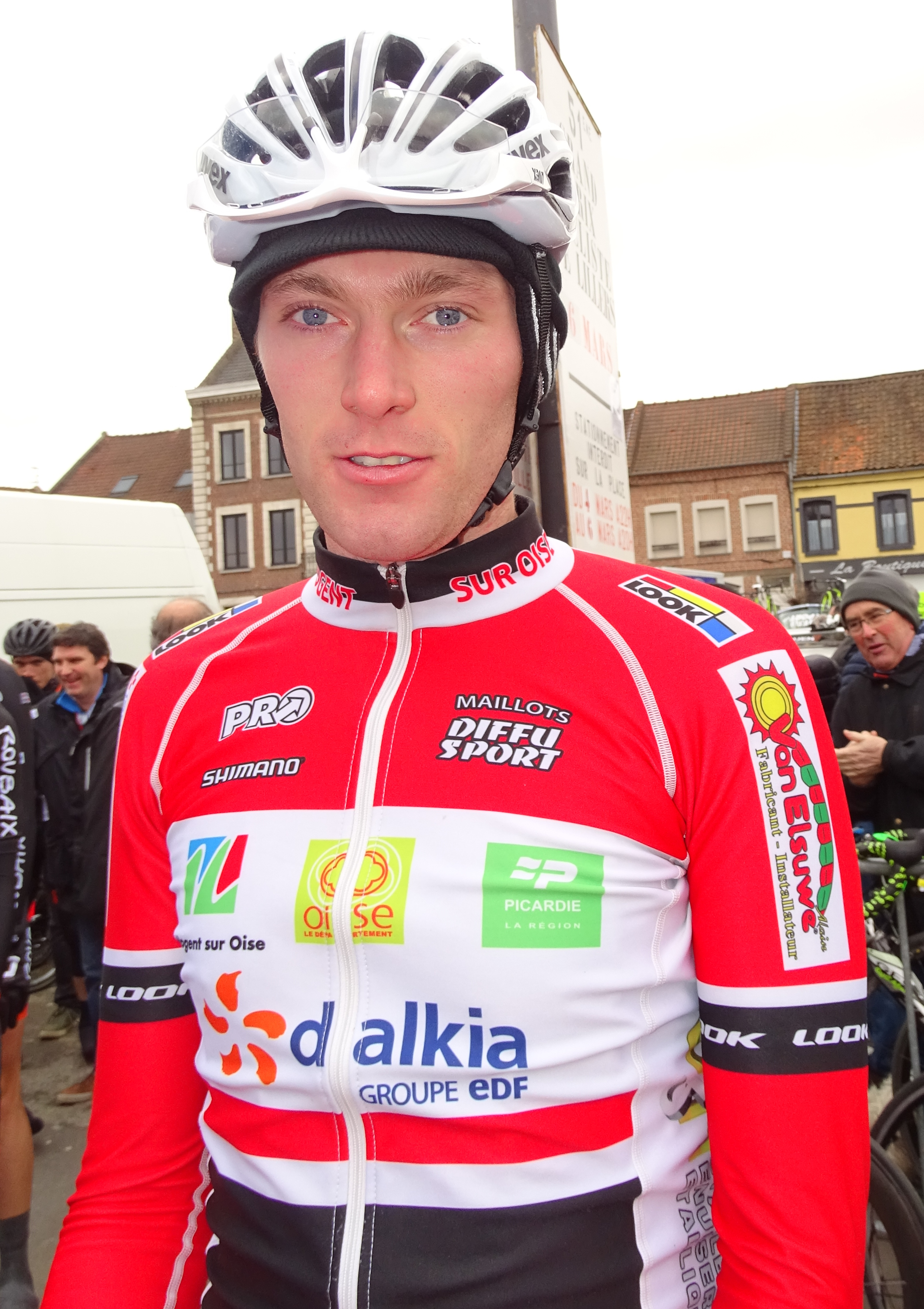
R Bacon au Grand Prix de Lillers-Souvenir Bruno Comini en 2016

Au cours de l'année 2016, il termine second de la quatrième étape du Tour de Normandie et remporte en solitaire la deuxième étape du Circuit de Saône-et-Loire. Il se classe également deuxième du Tour du Jura. Pour la troisième année consécutive, il termine sur le podium du championnat de France du contre-la-montre amateurs. En fin de saison il est deuxième du Trio normand avec Benoît Daeninck et Corentin Ermenault, il glane également une nouvelle médaille lors des championnats de France de cyclisme sur piste où il termine troisième de l'Omnium. Toujours sur la piste, il participe à deux manches des Revolution Series à Manchester et Londres où il est associé à Joseph Berlin-Sémon et représente la France avec l’aval officiel de la Fédération française de cyclisme.
Au printemps 2017, il participe au Tour de Normandie avec l'équipe de France de cyclisme sur piste et retrouve à cette occasion le maillot tricolore qu'il n'avait plus porté depuis les championnats d'Europe de cyclisme sur route 2010. Il honore cette sélection en remportant le classement général des points chauds de l'épreuve et une troisième place lors de l'étape qui mène les coureurs de Duclair à Elbeuf. Membre de la sélection des Hauts-de-France présente aux championnats de France de cyclisme sur piste 2017, il décroche une médaille d'argent en poursuite par équipes (avec Corentin Ermenault, Dany Maffeïs, Rémi Huens et Florian Deriaux). Il se classe également sixième de la poursuite individuelle et quatrième de la course aux points. Au mois de septembre, il gagne le Trio normand avec ses coéquipiers de Nogent-sur-Oise Samuel Leroux et Kévin Lalouette. Il franchit aussi en vainqueur la ligne d'arrivée de Paris-Connerré.
Hormis quelques accessits en début de saison où il se classe quatrième du Grand Prix de Saint-Hilaire-du-Harcouët et du Circuit des quatre cantons, il se fait remarquer au printemps 2018 lors du Tour de Bretagne, dont il remporte le classement des rushs. À la fin du mois de mai, il s'adjuge également le Tour de la Manche devant l'ancien coureur professionnel espagnol Adrià Moreno. Un mois plus tard, il obtient la médaille d'argent au championnat de France du contre-la-montre amateurs. En août, il gagne le Grand Prix de Chamoux-sur-Gelon en Savoie et termine quatrième du Grand Prix des Marbriers, une course inscrite au calendrier de l'UCI Europe Tour, à Bellignies après s'être fait rattraper à seulement quelques encablures de l'arrivée par le Britannique Jon Mould et deux coureurs belges. Toujours en août, Romain Bacon s'essaye à l'ultracyclisme et participe aux 24 heures du Mans Vélo au sein d'une équipe sponsorisée par la firme SOCOPA. Il se classe second de l'épreuve mancelle avec ses coéquipiers d'un jour Dany Maffeïs, Kévin Lalouette, Rémy Gras, Cyril Saillard et Alexandre Delettre. Engagé avec le CC Nogent-sur-Oise sur la Boucle de l'Artois, il s'échappe avec six coureurs lors de la dernière étape et remporte le classement général de l'épreuve nordiste qui constitue la dernière manche de la Coupe de France des clubs cyclistes de DN1 2018.
Discret en février et mars 2019, il remporte le classement général ainsi que la première étape du Tour de Saône-et-Loire (contre-la-montre par équipes) et se classe sixième de Paris-Mantes-en-Yvelines (deuxième manche de la Coupe de France des clubs cyclistes de DN1) au mois d'avril. Toujours au printemps, il s'illustre au Tour de la Manche où il termine troisième du classement final après s'être adjugé la cinquième étape de la course. Il monte également sur la seconde marche du podium de la Flèche ardennaise, une épreuve inscrite au calendrier de l'UCI Europe Tour, seulement battu au sprint par le coureur professionnel suisse Simon Pellaud et la troisième du Tour du Beaujolais. Au début de l'été, il s'adjuge son troisième titre de champion de France du contre-la-montre à La Haye-Fouassière en Loire-Atlantiqueainsi que le titre de champion des Hauts-de-France sur route. Plus tard dans la saison, il se classe onzième du Grand Prix des Marbriers à 14 secondes du vainqueur Damien Clayton. Il remporte le Chrono des Achards et termine troisième du Trophée des champions (course qui constitue la « super finale » des Coupes de France de DN1, DN2, et DN3) en fin d'année.
La pandémie de Covid-19 qui sévit en France et l’annulation des compétitions qui en découle ne lui permettent pas d'obtenir des résultats significatifs au premier semestre 2020. En méforme et en manque d’entrainement au moment de la reprise des courses, il ne peut faire mieux que dixième lors du championnat de France du contre-la-montre au mois d'aout et cède son maillot tricolore à l'ancien coureur professionnel Émilien Viennet. Il se distingue, à la fin du mois d'aout et au début du mois de septembre, en signant une jolie quatrième place lors de la dernière étape du Grand Prix du Pays de Montbéliard Agglomération puis en se classant troisième du Trophée Gustave Beignon, deux courses qui constituent, crise sanitaire oblige, les premières manches de la coupe de France des clubs cyclistes de DN1. Il permet ainsi au CC Nogent-sur-Oise d'engranger quelques précieux points. Toujours en septembre, il fait valoir ses qualités de rouleur pour remporter le Chrono de Champagne devant ses coéquipiers Conn McDunphy et Julian Lino ainsi que le Trio normand pour la quatrième fois de sa carrière,.
Romain Bacon joue souvent un rôle de capitaine de route et d'équipier pour ses partenaires du CC Nogent-sur-Oise au premier semestre 2021. Il obtient tout de même quelques places d’honneur sur des courses d'un jour ou par étapes. Il se classe ainsi neuvième de Le Poinçonnet-Panazol en mars et quatrième du Grand Prix de Neufchâtel-en-Saosnois en mai. Le même mois, il remporte le classement par équipes du Tour du Loiret avec son club. En juin, il termine cinquième du championnat de France du contre-la-montre amateurs à une minute et dix secondes de Kévin Vauquelin le vainqueur de la course. Au cours de l'été, il gagne le Prix de la Saint-Laurent et finit huitième du Tour du Pays Roannais après s'être classé deuxième et troisième des dernières étapes de l'épreuve disputée dans la
Loire. Il monte également sur le podium du Chrono 47, un contre-la-montre par équipes de plus de quarante kilomètres qui sert de support à la deuxième manche de la coupe de France des clubs cyclistes de DN1. En fin de saison il s'adjuge le  Chrono d'Hames-Boucres et le titre de champion des Hauts-de-France du contre-la-montre.
Toujours membre du CC Nogent-sur-Oise en 2022, Romain Bacon obtient quelques accessits en début de saison. Il se classe ainsi sixième du Chrono 47 (une manche de la coupe de France des clubs cyclistes de DN1) et quatrième du Grand Prix de Châteaudun. Il est également quatrième du Grand Prix de Gouy-sous-Bellonne derrière trois de ses coéquipiers à qui, en bon capitaine de route, il ne dispute pas la victoire. Il devient champion des Hauts-de-France du contre-la-montre par équipes et se classe troisième du Tour de Loire-Atlantique en mai. Le mois suivant, il glane un nouveau titre de champion des Hauts-de-France du contre-la-montre à Brebières dans le Pas-de-Calais, se classe cinquième du championnat de France du contre-la-montre puis vingtième de la course en ligne après avoir travaillé pour son coéquipier Kévin Avoine. Plus tard dans l'année, il s'adjuge une manche du Challenge mayennais et Paris-Chalette-Vierzon devant Baptiste Vadic et Kévin Le Cunff. Il s'offre à cette occasion une nouvelle victoire sur une épreuve réputée du calendrier cycliste des amateurs français. Il fait le choix de rester fidèle au CC Nogent-sur-Oise en 2023 malgré les difficultés financières de son club.
Il change d’avis quelques mois plus tard et annonce prendre sa retraite sportive pour se consacrer au métier de charpentier,.

## Palmarès sur route

### Par années
| - 2007 - Champion d'Île-de-France du contre-la-montre juniors - 2e du Chrono des Nations-Les Herbiers-Vendée juniors - 2008 - Champion de France du contre-la-montre juniors - Grand Prix Fernand-Durel : - Classement général - 1re (contre-la-montre) et 2e étapes - Boucles du Canton de Trélon : - Classement général - 1re étape (contre-la-montre) - Trio normand juniors - Chrono des Nations-Les Herbiers-Vendée juniors - 5e du championnat d'Europe du contre-la-montre juniors - 2010 - La Gislard - 2e du Chrono des Nations-Les Herbiers-Vendée espoirs - 2011 - 2e du Trophée des Champions - 2012 - 3e de Paris-Troyes - 2014 - Champion de France du contre-la-montre amateurs - Champion de Rhône-Alpes du contre-la-montre - Prix de Cuiseaux - 3e du Grand Prix de Foissiat - 2015 - Champion de Rhône-Alpes du contre-la-montre - Trio normand (avec Jules Pijourlet et Louis Pijourlet) - 2e du Prix de Cuiseaux - 2e du Prix de Cormoz - 3e du championnat de France du contre-la-montre amateurs - 3e du Grand Prix Gilbert Renaud - 2016 - 2e étape du Circuit de Saône-et-Loire - 2e du Tour du Jura - 2e du Trio normand (avec Benoît Daeninck et Corentin Ermenault) - 3e du championnat de France du contre-la-montre amateurs - 2017 - Trio normand (avec Samuel Leroux et Kévin Lalouette) - Paris-Connerré | - 2018 - Tour de la Manche - Grand Prix de Chamoux-sur-Gelon - Boucle de l'Artois - 2e du championnat de France du contre-la-montre amateurs - 2e du Grand Prix de Villette-d'Anthon - 3e du Tour de Moselle - 3e de Paris-Connerré - 2019 - Champion de France du contre-la-montre amateurs - Champion des Hauts-de-France - Tour de Saône-et-Loire - Classement général - 1er étape (contre-la-montre par équipes) - 5e étape du Tour de la Manche - Chrono des Achards - 2e du Championnat des Hauts-de-France contre-la-montre - 2e de la Flèche ardennaise - 3e du Tour de la Manche - 3e du Tour du Beaujolais - 3e du Tour Nivernais Morvan - 3e du Trophée des Champions - 2020 - Chrono de Champagne - Trio normand (avec Julian Lino et Sébastien Havot) - 3e du Trophée Gustave Beignon (contre-la-montre par équipes) - 2021 - Champion des Hauts-de-France du contre-la-montre - Prix de la Saint-Laurent - 3e étape des Trois Jours de Cherbourg - Chrono d'Hames-Boucres - 3e du Chrono 47 (contre-la-montre par équipes) - 3e du Grand Prix du Faucigny - 2022 - Champion des Hauts-de-France du contre-la-montre - Champion des Hauts-de-France du contre-la-montre par équipes - 2e épreuve du Challenge Mayennais - Paris-Chalette-Vierzon - 3e du Tour de Loire-Atlantique |  |

### Classements mondiaux
| Année                                 | 2012 | 2013 | 2014 | 2015 | 2016  | 2017  | 2018  | 2019  |
| ------------------------------------- | ---- | ---- | ---- | ---- | ----- | ----- | ----- | ----- |
| Classement mondial                    |      |      |      |      | 2616e | 2251e | 1829e | 1387e |
| UCI Europe Tour                       | 634e | nc   | nc   | nc   | 1765e | 1470e | 1209e | 948e  |
|                                       |      |      |      |      |       |       |       |       |
| Légende : nc = non classéSource : UCI |      |      |      |      |       |       |       |       |

## Palmarès sur piste

### Championnats de France
- 2014
  - 3e de la poursuite par équipes
- 2016
  - 3e de l'omnium
- 2017
  - 2e de la poursuite par équipes